# Nona Gaprindašvili
Nona Gaprindašvili (gruz. ნონა გაფრინდაშვილი; Zugdidi, 3. svibnja 1941.) je gruzijska šahistica i šesta svjetska prvakinja u šahu (1962. – 1978.). 

## Životopis
Rođena je u Zugdidiju, Gruzija, i bila je najjači ženski šahist svoje generacije. Godine 1961. s 20 godina, Gaprindašvili je osvojila četvrti ženski turnir kandidatkinja i kvalificirala se za dvoboj za titulu sa svjetskom prvakinjom u šahu Jelisavetom Bykovom. 1962. godine je lako dobila dvoboj rezultatom 9:2 (+7-0=4) i potom je titulu uspješno obranila titulu četiri puta; tri puta protiv Alle Kušnir:
- 1965. godine rezultatom 10:6;
- 1969. godine rezultatom 12:7;
- 1972. godine rezultatom 12:11,

i jednom protiv Gruzijke Nane Aleksandrije (1975. godine, rezultat 9:4). Izgubila je titulu 1978. godine, također od Gruzijke, sedamnaestogodišnje Maje Čiburdanidze rezultatom 11:13 (+2-4=9).
Godine 1978. postala je prva žena koja je osvojila titulu muškog velemajstora (GM), a velemajstorica (WGM) bila je od 1962. godine. Titula velemajstora dodijeljena joj je na osnovu činjenice da je bila ženski prvak u šahu. Godine 1975. jedan parfem je po njoj dobio ime.

## Vanjske poveznice
- 35 ključnih pozicija None Gaprindašvili